# Straža pri Raki
Straža pri Raki – wieś w Słowenii, w gminie Krško. W 2018 roku liczyła 137 mieszkańców.